# Narconon
Narconon är en av scientologirörelsen driven ideell förening ("Non-profit organization") med angivet huvudsyfte att tillhandahålla rehabilitering och öppenvård för narkotika- och alkoholmissbrukare. År 2018, cirka femtio år efter Narconons start, uppges att fyrtio behandlingshem finns utspridda över hela världen. Narconon International är tillsammans med The Way to Happiness Foundation, Criminon och Applied Scholastics en del av Scientologiorganisationen Association for Better Living and Education (ABLE) och är en "Scientologirelaterad enhet" ("Scientology-related entity") enligt Scientologikyrkans avtal med den amerikanska skattemyndigheten IRS. Organisationen betalar licensavgifter till ABLE. Narconons svenska verksamhet startade 1972 och driver sedan 1982 behandlingshemmet Narconon Eslöv i Skarhult utanför Eslöv, samt viss verksamhet i Göteborg och Västerås. Behandlingshemmet i Huddinge stängde 2008.

## Historik
Narconon grundades 1966 av William Benitez, Henning Heldt och Arthur Maren. Enligt Narconons egen historieskrivning hade William Benitez under arton år kämpat med att ta sig ur heroinmissbruk och kriminalitet men misslyckats gång på gång. Under en fängelsevistelse på Arizona State Prison år 1965 läste han L Ron Hubbards bok "Scientologi: Tankens Grunder" och ska där ha funnit ett nytt perspektiv på sina problem. Efter fortsatta studier av Hubbards böcker blev Benitez drogfri och bestämde sig för att han nu ville hjälpa andra med samma metoder. År 1966 fick han tillåtelse att starta ett rehabprogram inne på Arizona State Prison som han gav namnet Narconon ("Narcotics-None"). Benitez fängelsestraff blev av olika skäl kraftigt nedkortat och han frigavs i oktober 1967. Han åkte då till Los Angeles för att med Scientologikyrkans hjälp starta ett Narconon-center utanför fängelset öppet för alla med alkohol- eller narkotikaproblem. Han fortsatte även att driva Narconon för fångarna på Arizona State Prison, som runt 1970 hade ett hundratal deltagare. Narconon spred sig under de följande årtiondena över hela världen och som mest ska ett femtiotal Narconon rehabcenter varit öppna samtidigt enligt organisationen. 
Heldt och Maren tillhörde scientologikyrkans säkerhetsorganisation Guardian’s Office. 1979 dömdes Heldt till ett flerårigt fängelsestraff för sin inblandning i Operation Snow White.

## Teori och metoder
Narconon sponsras av International Association of Scientologists (IAS) och deras metoder bygger på L. Ron Hubbards "drogrehabiliteringsteknologi". Narconons filosofi är att alkohol, narkotika och sinnesförändrande mediciner (psykofarmaka) är skadliga för kropp och psyke och därmed dåliga. Därför går deras program ut på att få deltagarna drogfria utan att använda de ersättningsdroger (såsom subutex, metadon) eller andra typer av psykofarmaka (antidepressiva, lugnande, ADHD-mediciner med mera) som är vanliga inom vård av missbruk och psykisk ohälsa.  
En del av behandlingen är den s.k. "reningsgenomgången" (purification rundown ) med påstående om att den kan påskynda utdrivningen av mediciner och droger etc. som lagras i kroppens fettvävnader. Dessa drogrester kan enligt Hubbard återstimuleras vid situationer som liknar den vid vilken man tog drogen.  Reningsgenomgången innefattar bl.a. intag av vitaminer, mineraler och oljor, mycket hög dosering av B-vitaminer (niacin), motion och dagliga 2–5 timmars bastubad. 
Utöver reningsgenomgången vill Narconon genom ett så kallat studieprogram lära missbrukaren att hantera sin situation och använda Narconons verktyg för att undvika droger. Studieprogrammet i sig självt är identiskt med de kurser nya medlemmar i Scientologikyrkan genomgår och betalar för. Böcker och läromedel som används är författade av L. Ron Hubbard, Scientologikyrkans grundare. Narconons drogrehabilitering innefattar även andra Scientologi-kurser, som Kommunikationskursen, samt Kursen om Vägen till lycka, som baseras på häftet med samma namn.
Narconon i Sverige, som driver behandlingshemmet Narconon Eslöv, uppger i skriftligt informationsmaterial och på sin hemsida att där kombineras Narcononprogrammet med andra psykosociala behandlingsmetoder, såsom Återfallsprevention (ÅP), Kognitiv Beteende Terapi (KBT), Motiverande Intervju (MI), Motivational Enhancement Therapy (MET) och Community Reinforcement Approach (CRA) .

## Effektivitet och kritik
Narconon hävdar att runt 75 % av deltagarna förblir drogfria. Man har bland annat hänvisat till en svensk undersökning enligt vilken 78,6 % ska ha förblivit drogfria. Undersökningen i fråga visar dock att 78,6 % av de som fullföljt programmet förblivit drogfria, men att bara 23 % av de som påbörjat Narcononprogrammet fullföljt det (14 av 61).  Enligt kritiker har även andra undersökningsresultat presenterats på ett manipulerat sätt av Narconon.
I en rapport daterad 20 mars 1997 presenterar Socialstyrelsen resultatet av en av länsrätten i Skåne (mål nr 3624-96) begärd utredning av Narconons verksamhet. I rapporten konstaterar Socialstyrelsen att behandlingen saknar vetenskapligt stöd och att den kan vara farlig. En granskning av Socialstyrelsens vetenskapliga råd drog samma slutsats efter en prövning av verksamheten. Metoderna har kritiserats av många sakkunniga bland annat av Socialstyrelsens vetenskapliga råd för att medföra potentiellt allvarliga medicinska risker för dem som undergår en behandling samt att alla påståenden om behandlingseffekter är felaktiga, vilseledande och vetenskapligt helt ogrundade.
Kritiker av Narconon och Scientologikyrkan menar att ett av Narconons syften är att värva medlemmar till Scientologikyrkan och att detsamma skulle gälla för Scientologikyrkans andra frontgrupper, till exempel Criminon, Applied Scholastics och Kommittén för mänskliga rättigheter (Citizens Commission on Human Rights). Narconon bedriver även drogförebyggande verksamhet i form av föredrag och har kritiserats för att rekrytera barn till Reningsprogrammet,vid föreläsningar i skolor.